# Ampulex psilopus
Ampulex psilopus är en  stekelart som beskrevs av Kohl 1893. Ampulex psilopus ingår i släktet Ampulex och familjen Ampulicidae. Inga underarter finns listade i Catalogue of Life.